# Sheldon (Dakota del Nord)
Sheldon è un centro abitato (city) degli Stati Uniti d'America, situato nella Contea di Ransom nello Stato del Dakota del Nord. Nel censimento del 2000 la popolazione era di 135 abitanti. La città è stata fondata nel 1882.

## Geografia fisica
Secondo i rilevamenti dell'United States Census Bureau, la località di Sheldon si estende su una superficie di 0,50 km², tutti occupati da terre.

## Popolazione
Secondo il censimento del 2000, a Sheldon vivevano 135 persone, ed erano presenti 30 gruppi familiari. La densità di popolazione era di 261 ab./km². Nel territorio comunale si trovavano 71 unità edificate. Per quanto riguarda la composizione etnica degli abitanti, il 94,07% era bianco, il 2,96% era nativo, l'1,48% apparteneva ad altre razze e l'1,48% apparteneva a due o più.
Per quanto riguarda la suddivisione della popolazione in fasce d'età, il 27,4% era al di sotto dei 18, il 5,9% fra i 18 e i 24, il 28,1% fra i 25 e i 44, il 20,0% fra i 45 e i 64, mentre infine il 18,5% era al di sopra dei 65 anni di età. L'età media della popolazione era di 36 anni. Per ogni 100 donne residenti vivevano 125,0 maschi.